# The Dream (Alt-J)
The Dream è il quarto album in studio del gruppo musicale inglese Alt-J, pubblicato nel 2022.

## Tracce
Testi di Joe Newman.
1. Bane – 5:10 (musica: Joe Newman, Gus Unger-Hamilton)
2. U&Me – 3:18 (musica: Joe Newman)
3. Hard Drive Gold – 2:38 (musica: Gus Unger-Hamilton, Joe Newman)
4. Happier When You're Gone – 4:00 (musica: Gus Unger-Hamilton)
5. The Actor – 4:00 (musica: Gus Unger-Hamilton, Joe Newman)
6. Get Better – 5:51 (musica: Joe Newman)
7. Chicago – 3:55 (musica: Joe Newman, Gus Unger-Hamilton)
8. Philadelphia – 3:38 (musica: Joe Newman, Gus Unger-Hamilton)
9. Walk a Mile – 6:29 (musica: Joe Newman)
10. Delta – 1:00 (musica: Joe Newman)
11. Losing My Mind – 4:42 (musica: Joe Newman, Gus Unger-Hamilton)
12. Powders – 4:41 (musica: Gus Unger-Hamilton, Joe Newman)

## Formazione
- Joe Newman – voce, chitarra (tutte le tracce), percussioni (2)
- Thom Sonny Green – batteria, percussioni, programmazione (tutte le tracce); percussioni (2), voce (12)
- Gus Unger-Hamilton – tastiera, sintetizzatore (tutte le tracce); cori (1, 3–12), organo (1, 2, 4, 6, 11), percussioni (2), basso (3, 9, 11)